# 集英社文庫
集英社文庫是由集英社所發行的文庫。

## 概要
創刊初期以集英社自己已經擁有發行權的作品為主。之後除了積極的將的看板作家石川淳的作品文庫化外，為了拓展讀者群，也向日本海外的作家取得授權，像是亚伦·西利托以及君特·格拉斯。
1994年開始，每年夏天都會舉辦。
1995年恢復漫畫版。在2007年6月將太宰治的《人間失格》重新印刷，並請小畑健繪製封面，使得銷售量大增。次年更邀請其他人氣漫畫家，對古典作品的封面重新繪製。

## 外部連結
- （日語） web 集英社文庫 （页面存档备份，存于）
- （日語） コミック文庫 （页面存档备份，存于）